# ماتیاس بارانوفسکی
ماتیاس بارانوفسکی (انگلیسی: Matthias Baranowski؛ زادهٔ ۸ فوریهٔ ۱۹۶۷) بازیکن فوتبال اهل آلمان است.
از باشگاه‌هایی که در آن بازی کرده‌است می‌توان به باشگاه فوتبال کلن اشاره کرد.
وی همچنین در تیم ملی فوتبال زیر ۲۱ سال آلمان بازی کرده‌است.